# Montanoa imbricata
Montanoa imbricata là một loài thực vật có hoa trong họ Cúc. Loài này được Vicki Ann Funk mô tả khoa học đầu tiên năm 1982.

## Phân bố
Loài bản địa tây nam México (Michoacán, Guerrero).